# Ślemień
Ślemień ist ein Dorf und Sitz der gleichnamigen Gemeinde im Powiat Żywiecki der Woiwodschaft Schlesien in Polen.

## Geographie
Der Ort liegt am Fluss Łękawka zwischen den Kleinen Beskiden im Norden und dem Czeretniki-Kamm der Makower Beskiden im Süden. Das Dorf Gilowice liegt im Westen, Pewel Ślemieńska, Pewel Wielka, Hucisko und Pewelka im Süden, Kocoń im Osten.

## Geschichte
Der Ort entstand im 15. Jahrhundert und wurde am 13. April 1465 erstmals urkundlich erwähnt, als die Stadt und Burg von Żywiec/Saybusch mit siebzehn Dörfern des Saybuscher Weichbilds von den Skrzyński-Brüdern an den polnischen König verkauft wurden. 1527 war das Dorf Slemya im Besitz von Jakub Szaszowski. Der Name, ursprünglich Ślemie, ist vom Bauteil polnisch ślemię ‚Querholz, Kämpfer, Losholz‘ abgeleitet, oder eventuell vom tschechischen slemeno ‚flacher Gipfel‘. Seit 1545 gehörte Sliemye zur Adelsfamilie Komorowski, den Besitzern des Landes Saybusch, die einige neue Dörfer in der Umgebung wie Kocoń und Las gegründete. Im Jahre 1608 wurde Ślemień mit den Dörfern Gilowice, Łękawica, Rychwałd, Rychwałdek, Moszczanica, Pewel Mała, Las, Kocierz, Kocoń, Kurów, Łysina und Oczków aus dem Land Saybusch für Aleksander Komorowski abgetrennt. Im Jahre 1620 gab es schon ein Schloss. Ab 1622 herrschte dort die Familie Grudziński, die eine Burg mit Türmen errichtete. Katarzyna Grudzińska baute die Kirche im Jahre 1662 um, seit 1672 war Ślemień wieder der Pfarrsitz. Etwa im Jahre 1720 wurde die Burg durch eine kleine Residenz ersetzt. Seit 1739 gehörte die Herrschaft zur Wielopolski Familie. Im 18. Jahrhundert erinnerte Ślemień an ein Städtchen, es gab ein Vorwerk, eine Brauerei, eine Mühle, ein Wirtshaus und so weiter.
Bei der Ersten Teilung Polens kam Gilowice 1772 zum neuen Königreich Galizien und Lodomerien des habsburgischen Kaiserreichs (ab 1804). Ab 1782 gehörte es dem Myslenicer Kreis (1819 mit dem Sitz in Wadowice). Nach der Aufhebung der Patrimonialherrschaften bildete es nach 1850 eine Gemeinde im Bezirk Saybusch. Im 19. Jahrhundert verlor Ślemień an Bedeutung, hauptsächlich wegen der Galizischen Transversalbahn, die nicht durch den Ort führte.
1918, nach dem Ende des Ersten Weltkriegs und dem Zusammenbruch der k.u.k. Monarchie, kam Ślemień zu Polen. 1923 wurde das Dorf aus dem Powiat Żywiecki herausgelöst und an den Powiat Makowski angeschlossen, aber nach den Protesten der örtlichen Bevölkerung wurde diese administrative Grenzverschiebung 1931 rückgängig gemacht.
Nach der Besetzung Polens durch die Wehrmacht im Zweiten Weltkrieg gehörte es zum Landkreis Saybusch im Regierungsbezirk Kattowitz in der Provinz Schlesien (seit 1941 Provinz Oberschlesien). 1939 hatte das Dorf 2647 Einwohner. In der Aktion Saybusch wurden in Ślemień am 29. Oktober 1940 145 Familien bzw. 615 Polen zwangsweise ausgesiedelt, um es mit 38/39 volksdeutschen Familien bzw. 178–183 Siedlern (164 Römisch-Katholische, 14 Evangelische) aus Ostgalizien und dem Buchenland zu besiedeln. Die Reduzierung der Einwohnerzahl auf 1850, die völlige Germanisierung und die Umbenennung zu Friedrichswald wurde damals für das Dorf geplant, aber vor Ende des Weltkriegs nicht eingeführt.
Von 1975 bis 1998 gehörte Ślemień zur Woiwodschaft Bielsko-Biała.

## Sehenswürdigkeiten
- Römisch-katholische Kirche, erbaut 1842–53
- Jasna Górka Sanktuarium und Kapelle (1858)
- Freilichtmuseum

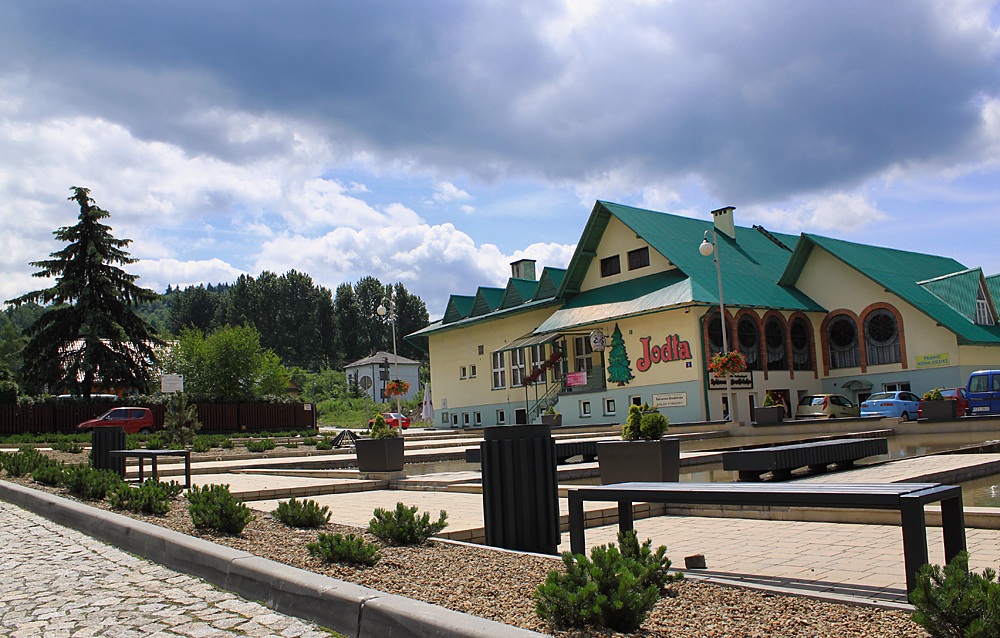
Marktplatz
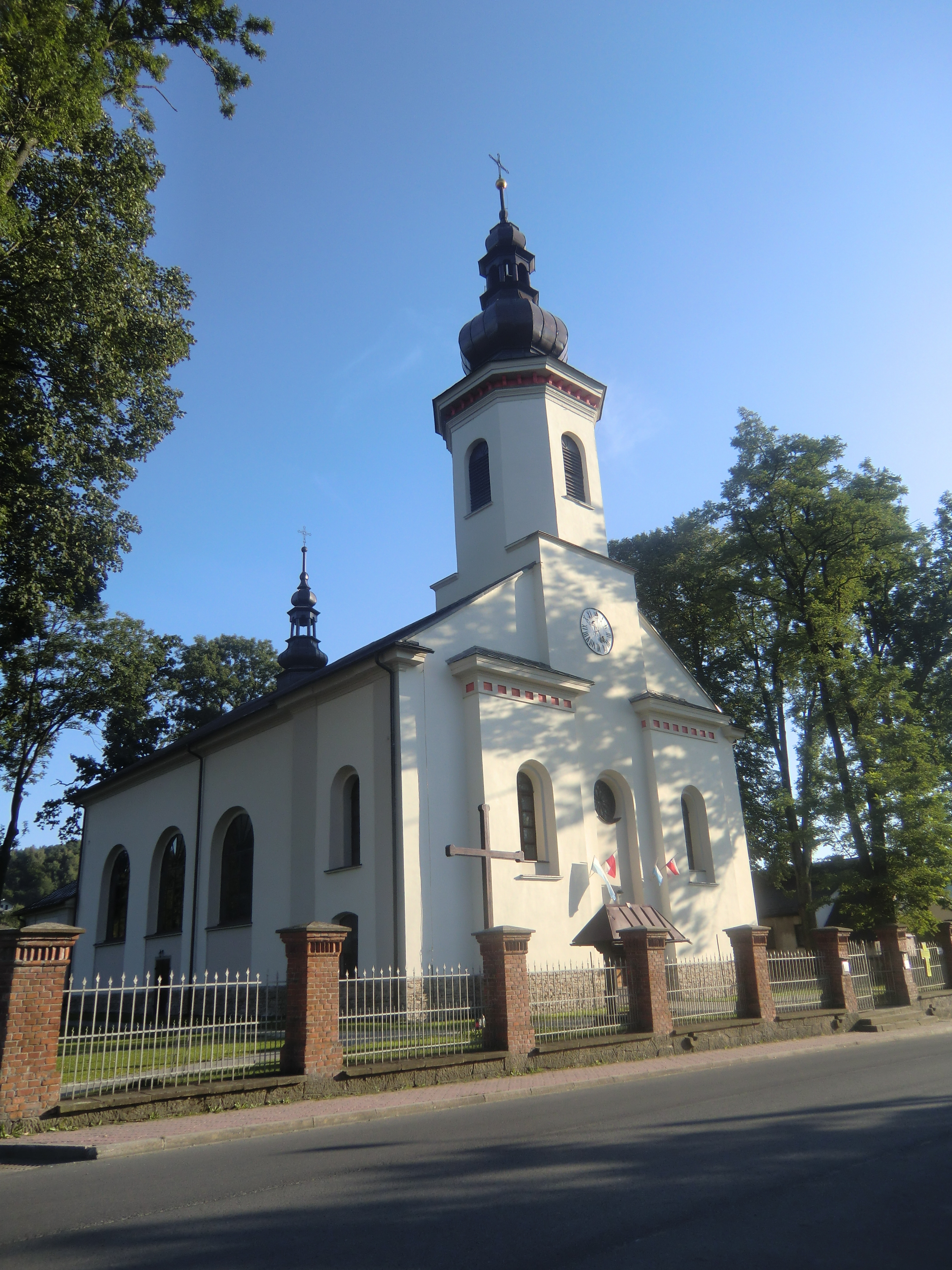
Kirche
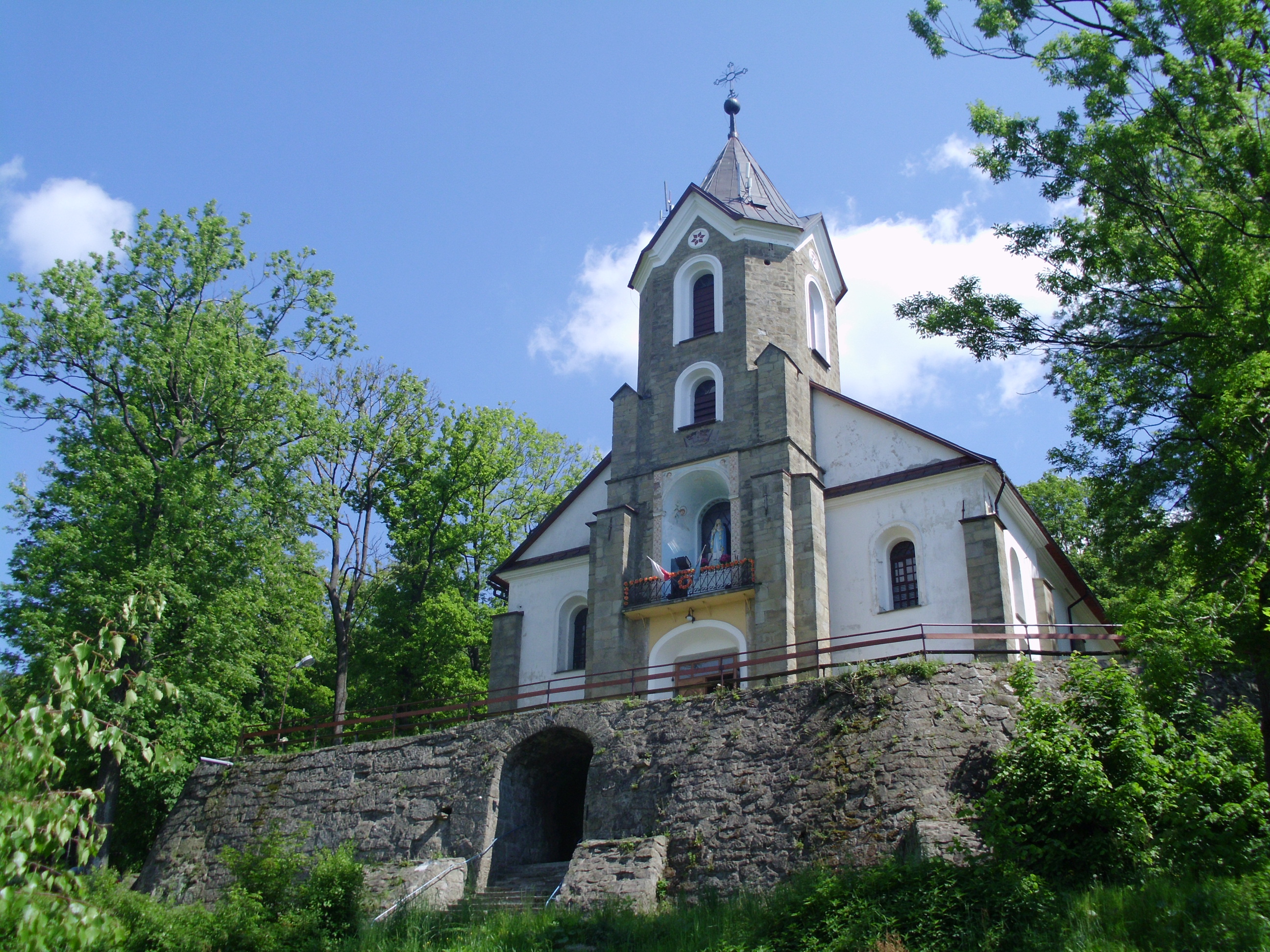
Jasna Górka Sanktuarium
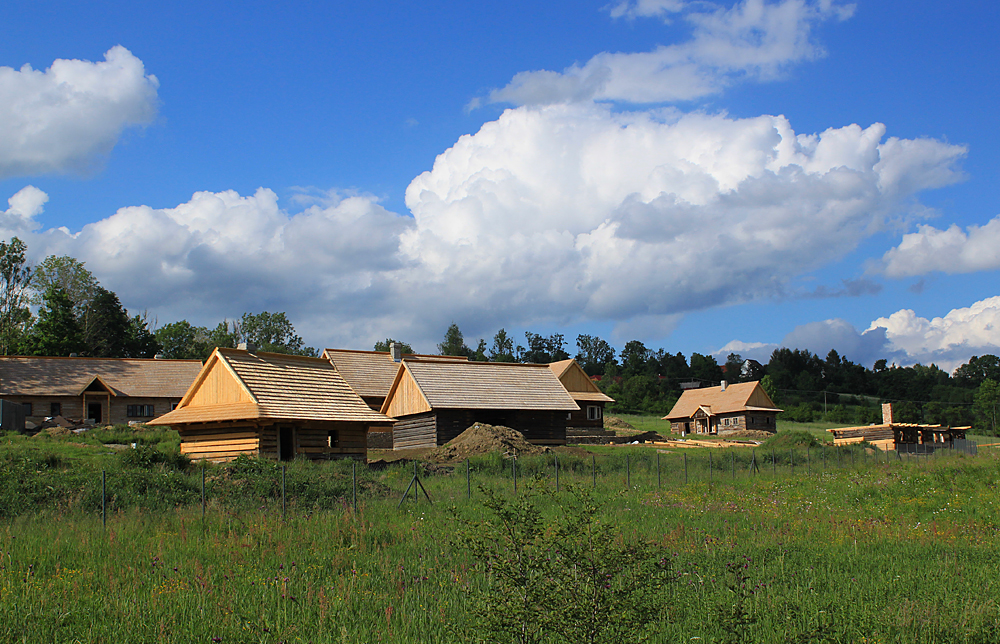
Freilichtmuseum

## Gemeinde
Zur Landgemeinde Ślemień gehören drei Ortschaften mit einem Schulzenamt: Kocoń, Las und Ślemień.